# Mája (település)
Mája (románul: Maia) falu Romániában Maros megyében.

## Fekvése
Marosvásárhelytől 30 km-re keletre, a Bekecsalján, a Nagyrét-patakának jobb oldali mellékvölgyében fekszik.

## Története
1496-ban Maiu néven említik először. Határában számos őskori lelet került elő. Lakói fakitermeléssel, fafeldolgozással foglalkoztak. 1910-ben még 478-an lakták, mind református magyarok. A trianoni békeszerződésig Maros-Torda vármegye Nyárádszeredai járásához tartozott. 1992-ben 205 lakosából 202 magyar, 2 cigány, egy román volt.

## Látnivalók
- Református temploma 1860 és 1868 között épült.
- A régi, Lovász Márton által építtetett fakápolnát 1756-ban költöztették a faluhoz közelebb.
- A falu kútja a hajdani faluháza előtti téren áll.